# 萊恩 (亞利桑那州)
萊恩（英語：Ryan）是位於美國亞利桑那州可可尼諾縣的一個非建制地區。該地的面積和人口皆未知。

## 地理
萊恩的座標為36°41′18″N 112°20′58″W / 36.68833°N 112.34944°W，而該地的平均海拔高度為1941米（即6368英尺）。